# Mistrzostwa Europy w Hokeju na Trawie Kobiet 2009
9. Mistrzostwa Europy w Hokeju na Trawie Kobiet odbyły się w dniach 22–30 sierpnia 2009 w Amsterdamie. 

## Uczestnicy

### Grupa A
- Anglia
- Azerbejdżan
- Holandia
- Rosja

### Grupa B
- Hiszpania
- Irlandia
- Niemcy
- Szkocja

## Wyniki

### Faza grupowa

#### Grupa A
| Data - Czas         |             |             | Wynik |
| ------------------- | ----------- | ----------- | ----- |
| 22 sierpnia – 13:30 | Holandia    | Azerbejdżan | 10:0  |
| 22 sierpnia – 17:30 | Anglia      | Rosja       | 4:0   |
| 23 sierpnia – 15:30 | Holandia    | Anglia      | 5:0   |
| 23 sierpnia – 19:30 | Azerbejdżan | Rosja       | 1:1   |
| 25 sierpnia – 17:30 | Anglia      | Azerbejdżan | 4:1   |
| 25 sierpnia – 19:30 | Holandia    | Rosja       | 9:0   |

Tabela
| Miejsce | Kraj        | Gry | Bramki | Punkty |
| ------- | ----------- | --- | ------ | ------ |
| 1       | Holandia    | 3   | 24:0   | 9      |
| 2       | Anglia      | 3   | 8:6    | 6      |
| 3       | Rosja       | 3   | 1:14   | 1      |
| 4       | Azerbejdżan | 3   | 2:15   | 1      |

#### Grupa B
| Data – Czas         |           |           | Wynik |
| ------------------- | --------- | --------- | ----- |
| 22 sierpnia – 9:30  | Hiszpania | Szkocja   | 3:1   |
| 22 sierpnia – 11:30 | Niemcy    | Irlandia  | 7:0   |
| 23 sierpnia – 9:30  | Irlandia  | Szkocja   | 0:0   |
| 23 sierpnia – 11:30 | Niemcy    | Hiszpania | 2:1   |
| 25 sierpnia – 13:30 | Hiszpania | Irlandia  | 4:1   |
| 25 sierpnia – 15:30 | Niemcy    | Szkocja   | 4:0   |

Tabela
| Miejsce | Kraj      | Gry | Bramki | Punkty |
| ------- | --------- | --- | ------ | ------ |
| 1       | Niemcy    | 3   | 13:1   | 9      |
| 2       | Hiszpania | 3   | 8:4    | 6      |
| 3       | Szkocja   | 3   | 1:7    | 1      |
| 4       | Irlandia  | 3   | 1:11   | 1      |

### Faza zasadnicza

#### Mecze o miejsca 5-8
| Data - Czas         |             |             | Wynik |
| ------------------- | ----------- | ----------- | ----- |
| 27 sierpnia – 12:00 | Rosja       | Szkocja     | 1:1   |
| 27 sierpnia – 14:00 | Irlandia    | Azerbejdżan | 2:1   |
| 29 sierpnia – 8:30  | Rosja       | Irlandia    | 1:1   |
| 29 sierpnia – 10:30 | Azerbejdżan | Szkocja     | 3:1   |

Tabela
| Miejsce | Kraj        | Gry | Bramki | Punkty |
| ------- | ----------- | --- | ------ | ------ |
| 5       | Irlandia    | 3   | 3:2    | 5      |
| 6       | Azerbejdżan | 3   | 5:4    | 4      |
| 7       | Rosja       | 3   | 3:3    | 3      |
| 8       | Szkocja     | 3   | 2:4    | 2      |

#### Półfinały
| Data - Czas         |          |           | Wynik    |
| ------------------- | -------- | --------- | -------- |
| 27 sierpnia – 16:00 | Holandia | Hiszpania | 5:1      |
| 27 sierpnia – 19:00 | Niemcy   | Anglia    | 2:1 p.d. |

#### Mecz o 3. miejsce
| Data - Czas         |        |           | Wynik |
| ------------------- | ------ | --------- | ----- |
| 29 sierpnia – 13:00 | Anglia | Hiszpania | 2:1   |

#### Finał
| Data - Czas         |          |        | Wynik |
| ------------------- | -------- | ------ | ----- |
| 29 sierpnia – 15:30 | Holandia | Niemcy | 3:2   |

### Końcowa kolejność
| Poz. | Państwo     |
| ---- | ----------- |
|      | Holandia    |
|      | Niemcy      |
|      | Anglia      |
| 4    | Hiszpania   |
| 5    | Irlandia    |
| 6    | Azerbejdżan |
| 7    | Rosja       |
| 8    | Szkocja     |